# Ectropis conifera
Ectropis conifera är en fjärilsart som beskrevs av Moore 1887. Ectropis conifera ingår i släktet Ectropis och familjen mätare. Inga underarter finns listade i Catalogue of Life.